# Уголовный кодекс Швейцарии
Уголовный кодекс Швейцарии (нем. Strafgesetzbuch (StGB), фр. Code pénal suisse (CP), итал. Codice penale svizzero (CP), романш. Cudesch penal svizzer) представляет собой свод основных законодательных норм уголовного права Швейцарии. Принят Федеральным собранием Швейцарской Конфедерации 21 декабря 1937 года и вступил в силу с 1 января 1942 г. по проекту криминалиста Карла Штоосса. Состоит из 9 разделов и Заключительных положений (изменения 1971 и 2002 гг.). Структурно статьи кодекса сгруппированы в три книги: «Общие положения», «Особые положения», «Введение и применение закона». Ранее уголовное право относилось к компетенции кантонов.

## История
Уголовный кодекс Швейцарии был основан на первоначальном проекте Карла Штусса в 1893 году. Он предложил один из первых уголовных кодексов, который включал в себя как наказание, так и меры превентивной защиты. Первоначальный вариант кодекса был одобрен народом 3 июля 1938 года на референдуме: 358,438 человек проголосовали «за» против 312,030 «против». После вступления в силу 1 января 1942 года все кантональные законы, противоречившие новому Уголовному кодексу, были отменены. В частности, это касалось смертной казни, которая все еще действовала в некоторых кантонах. Кроме того, компетенция в области материального права была в основном передана от кантонов Конфедерации. Кантоны сохранили только компетенцию в области процессуального права, кантонального налогового законодательства и нарушений.
С 1942 года кодекс неоднократно пересматривался. Последний существенный пересмотр вступил в силу в 2007 году и ввел возможность замены коротких тюремных сроков (менее одного года) на штрафы, рассчитываемые по дневной ставке, основанной на «личном и экономическом положении осужденного на момент вынесения приговора», с верхним пределом, установленным на уровне 3000 швейцарских франков за день наказания. Практически все приговоры к тюремному заключению сроком менее одного года с тех пор были преобразованы в штрафы, а условные сроки (условно-досрочное освобождение) — в условные штрафы. Это вызвало споры, поскольку в результате более легкие правонарушения, не наказуемые тюремным заключением, всегда влекут за собой безусловные штрафы, в то время как более серьезные правонарушения теперь часто влекут за собой условные штрафы, которые вообще не нужно выплачивать. Федеральный совет в октябре 2010 года объявил о своем намерении вернуться к прежней системе, и все крупные партии выразили хотя бы частичную поддержку.

## Структура
Уголовный кодекс Швейцарии разделен на три большие части, известные как «книги».

### Общие положения (Ст. 1-110 Уголовного кодекса)
Книга первая: В первой книге изложены общие положения, которые применяются к следующим книгам («Общая часть»). Первая книга содержит следующие положения:
- Область применения
- Предпосылки уголовной ответственности (преступления и правонарушения, умысел и неосторожность, правомерные действия и вина, покушение, участие, уголовная ответственность СМИ, взаимоотношения медийных агентств)
- Уголовная жалоба
- Наказания и меры (штрафы, общественные работы, тюремное заключение, условные и частично условные приговоры, вынесение приговора, освобождение от наказания и прекращение производства по делу, терапевтические меры и содержание под стражей, другие меры)
- Исполнение приговоров, прерывание исполнения приговора в связи с невозможностью предстать перед судом, условное освобождение
- Помощь при пробации, директивы и добровольная социальная помощь
- Срок исковой давности
- Ответственность компании
- Постановления о проступках
- Определения терминов

### Особые положения (Ст. 1-110 Уголовного кодекса)
Книга вторая: В ней говорится о том, какие деяния подлежат наказанию. Вторая книга разделена на 20 так называемых титулов, в которых кратко изложены отдельные правонарушения («Особая часть»):
- Преступные действия против жизни и здоровья
- Преступные действия против собственности
- Уголовные преступления против чести и тайны или частной жизни
- Преступления и правонарушения против свободы
- Преступления против половой неприкосновенности
- Преступления и правонарушения против семьи
- Преступления и проступки, опасные для общества
- Преступления и правонарушения против здоровья населения
- Преступления и проступки против общественного транспорта
- Подделка денег, официальных печатей, официальных знаков, весов и мер
- Подделка документов
- Преступления и проступки против общественного спокойствия
- Преступления против интересов международного сообщества
- Преступления и правонарушения против государства и национальной обороны
- Преступления против воли народа
- Преступления против государственной власти
- Нарушение отношений с зарубежными странами
- Преступления и проступки против отправления правосудия
- Уголовные преступления против служебного и профессионального долга
- Взяточничество
- Нарушения федеральных положений

### Введение и применение закона (Ст. 333—392 Уголовного кодекса)
Книга третья: Третья книга в основном регулирует юрисдикцию судов и устанавливает некоторые процессуальные положения.

## Изменения
С момента вступления в силу Уголовный кодекс претерпел множество изменений. С 1 января 2007 года была пересмотрена вся Общая часть (Книга первая). Наиболее важными изменениями в этой редакции являются следующие:
- Чисто формальное различие между исправительным домом, тюремным заключением и содержанием под стражей было заменено единым наказанием в виде лишения свободы;
- Введение системы ежедневного наказания, при которой штрафы начисляются пропорционально размеру дохода осужденного;
- Фактически отменил все наказания в виде лишения свободы на срок менее шести месяцев в пользу штрафов;
- Введение общественных работ как нового вида наказания.

С 1 января 2018 года в Уголовный кодекс были внесены очередные изменения в части штрафных санкций. Основные изменения:
- Смягчение условий назначения наказания в виде лишения свободы на короткий срок — менее шести месяцев. В этой области штраф по-прежнему имеет приоритет в принципе. Однако теперь может быть назначено и короткое наказание в виде лишения свободы, если это необходимо для удержания правонарушителя от совершения новых преступлений.
- В законодательстве была закреплена такая форма принудительного исполнения, как электронный мониторинг.